# Schleebachhanggraben

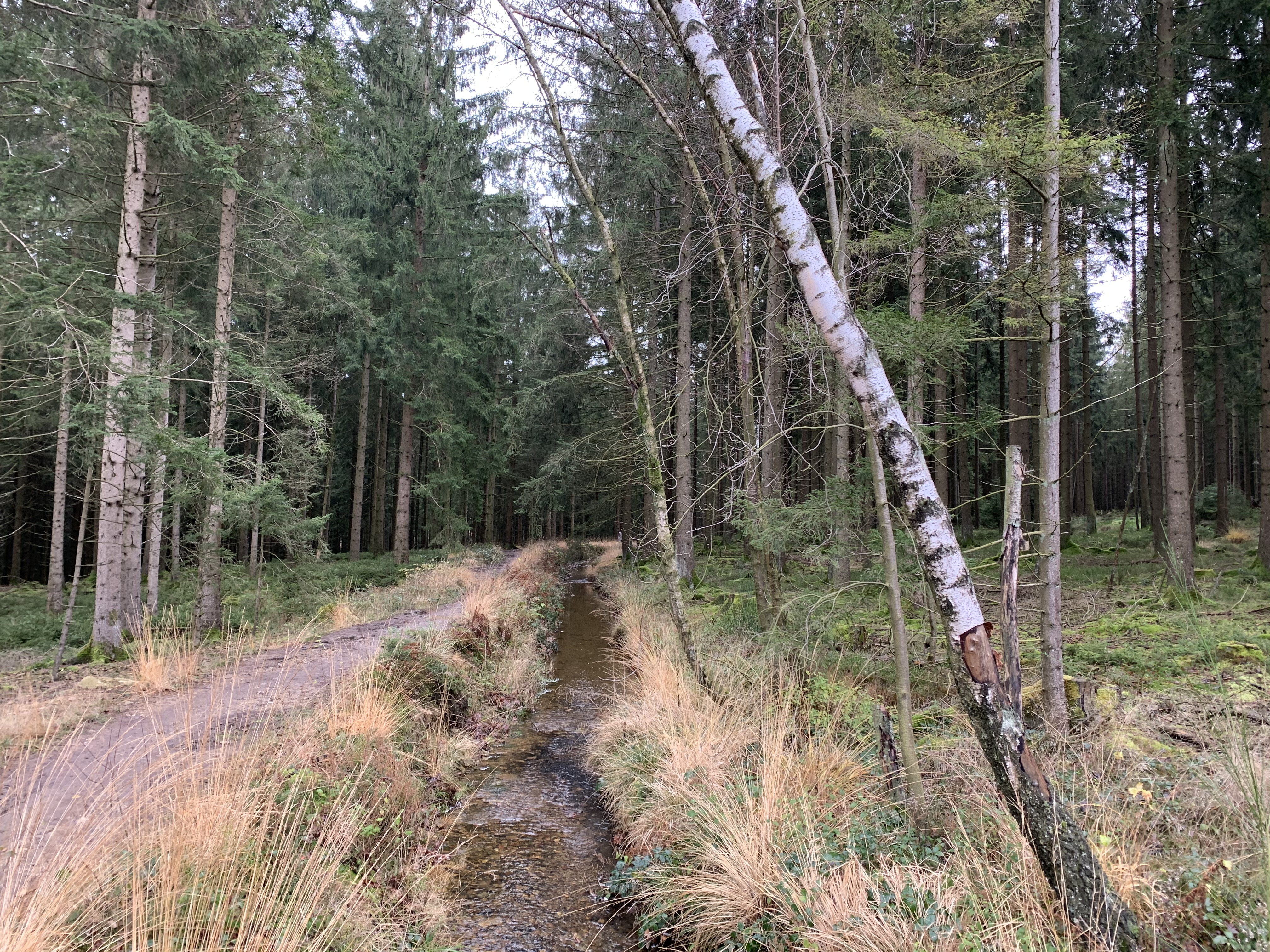
Schleebachhanggraben

Der Schleebachhanggraben ist ein künstlich angelegter Graben, um das Einzugsgebiet der Dreilägerbachtalsperre in Roetgen in der Städteregion Aachen in Nordrhein-Westfalen zu vergrößern.

## Geschichte und Funktion
Die Talsperre entstand in den Jahren 1901 bis 1911. Sie wird vom Dreilägerbach und dem Hasselbachhanggraben gespeist. In den Jahren 1918/1919 wurde der Schleebachhanggraben von Hand ausgehoben, um das Einzugsgebiet der Talsperre zu vergrößern. Das gesamte Wassereinzugsgebiet beläuft sich damit auf 21,67 km², darunter der Dreilägerbach und der Schleebachhanggraben mit 11,86 km², der Hasselbachhanggraben mit 7,48 km² und der Schleebach mit 2,33 km².

## Verlauf
Der Graben beginnt am östlichen Ortsrand von Roetgen und verläuft dort in nordwestlicher Richtung auf einer Länge von rund 3,2 km, um anschließend in den Dreilägerbach zu entwässern. In Roetgen besteht die Möglichkeit, Wasser aus dem Schleebach über den Graben in den Dreilägerbach und schließlich in die Talsperre einzuleiten. Zuvor wird sowohl die Wasserqualität wie auch die Wassermenge des Schleebachs bestimmt und bei geeigneten Werten über ein Wehr dem Schleebachhangraben und damit der Dreilägerbachtalsperre zugeführt.